# Antão Martins Homem
Antão Martins Homem (vila de Angra, antes de 1474 — Praia, 5 de dezembro de 1531) foi o 3.º capitão do donatário da Praia, o 2.º na linha dos Martins Homem, confirmado por carta régia datada de 26 de março de 1483. Exerceu o cargo até 1520. Sucedeu no cargo a seu pai, Álvaro Martins Homem, e foi sucedido por seu filho, também chamado Álvaro Martins Homem. Foi fidalgo da Casa Real e padroeiro do Mosteiro de Nossa Senhora da Luz, na referida vila da Praia, actual cidade da Praia da Vitória.

## Biografia
Filho de Álvaro Martins Homem, segundo capitão do donatário na Praia, e de sua mulher Inês Martins Cardoso. Seu pai sucedera no cargo a Jácome de Bruges, primeiro capitão da Terceira, na sequência da divisão da ilha em duas capitanias. Chegou à ilha como escudeiro da casa do donatário, o duque D. Diogo, na companhia de seu pai.
Casou em 1483, na ilha da Madeira, com Isabel Ornelas da Câmara, filha de Pedro Álvares da Câmara e de sua mulher Catarina de Ornelas de Saavedra. Isabel Ornelas da Câmara era assim sobrinha de João Gonçalves Zarco, capitão do Funchal. O casal fixou-se na então vila Praia, em cujo termo teve grandes propriedades.
É dado por padroeiro do Mosteiro da Luz, na Praia, erecto na década de 1480 e fundado por Catarina de Ornelas, depois Catarina de Cristo.
Herdou a capitania de seu pai, tendo o seu mandato confirmado por duas cartas, uma de 26 de março de 1483, quando tomou posse, e outra de 10 de outubro de 1529. Em 1522, o rei terá confirmado a renúncia que fez da capitania em seu filho, homónimo de seu pai Álvaro Martins Homem, e de facto a intervenção activa deste último, nos assuntos da governação, recua pelo menos a 1515.
A governação deste capitão da Praia ficou marcada por múltiplas demandas e conflitos. Uma foi a intentada pelos Paim, herdeiros de Jácome de Bruges, que termina no casamento de Diogo Paim com a filha de Antão Martins Homem, como se comprova pelo respectivo dote de casamento, de 17 de junho de 1521. Aliás, com Diogo Paim os conflitos não foram apenas pela jurisdição e redízima da capitania, mas também pela herança de Pedro Álvares da Câmara, sogro de ambos. Outra demanda que, pelas datas, provirá também dos tempos de seu pai, foi levantada por Pedro Gonçalves (morador em Orense, Galiza), que se reclamava filho e herdeiro de Jácome de Bruges. Nesta obteve sentença ducal a seu favor, de 17 de março de 1483. Outra, ainda, foi a demanda ocorrida com Fernão Dulmo, pela posse da célebre e ainda não totalmente deslindada «capitania das Quatro Ribeiras», em curso a 18 de maio de 1487. Justificaria ela a ausência do capitão, já que então seu sogro o substituía no cargo.
Contudo, a parte mais conflituosa da sua governação foram as atitudes de força e esbulho perpetradas contra antigos detentores de dadas em sesmaria e o conflito com moradores da capitania, em razão da insuficiência dos moinhos, já que a moenda dos cereais era um monopólo do capitão do donatário. Em resultado deste conflito sobre a moenda, em 1517 foi reconhecido o direito dos moradores da Praia poderem fazer moenda privada nos seis meses de verão, direito que continuou durante a governação dos seus herdeiros e que terá afectado os respectivos réditos senhoriais.
Faleceu na vila da Praia antes de 5 de dezembro de 1531, data da abertura do seu testamento, datado de 21 de maio de 1530. Entre as disposições testamentárias, manda dar 8$000 à  Misericórdia da Praia, em restituição do que poderia dever a muitas pessoas, o que remete para os múltiplos conflitos que a sua governação enfrentou. Para mais, dispõe também ser enterrado na igreja matriz da Praia, deixa a mulher por testamenteira e herdeira de sua terça, que vincula em sacrifios d'altar, e indica o filho mais velho como herdeiro e sucessor no morgadio e da capitania da Praia.

## Relações familiares
Casou em 1483 na ilha da Madeira com Isabel de Ornelas da Câmara, filha primogénita sucessora de Pedro Álvares da Câmara (1470 - ?) e de sua mulher Catarina de Ornelas de Saavedra, de quem teve os seguintes filhos:
1. Catarina da Câmara Homem, segunda mulher de Diogo Paim;
2. Álvaro Martins Homem, casou com D. Beatriz de Noronha, filha de D. João Henriques, Vedor da Casa da Infanta D. Guiomar Coutinho, Duquesa da Guarda, mulher do Infante D. Fernando de Portugal, Duque da Guarda, e de sua mulher Inês de Abreu (c. 1510 - ?), filha de João Fernandes do Arco e de sua mulher Inês de Abreu, com geração
3. Pedro Álvares da Câmara, vigário das Lajes e depois da matriz da Praia;
4. Domingos Homem, casado com Rosa de Macedo, filha de Jos Dutra;
5. João Martins da Câmara, casado com Maria Luís, filha de João Afonso da Caldeira;
6. Inês da Câmara, casada com Manuel de Sousa.